# Municipio de Gaither
El municipio de Gaither (en inglés: Gaither Township) es un municipio ubicado en el condado de Boone en el estado estadounidense de Arkansas. En el año 2010 tenía una población de 676 habitantes y una densidad poblacional de 12,43 personas por km².

## Geografía
El municipio de Gaither se encuentra ubicado en las coordenadas 36°8′53″N 93°9′28″O / 36.14806, -93.15778. Según la Oficina del Censo de los Estados Unidos, el municipio tiene una superficie total de 54.4 km², de la cual 54,37 km² corresponden a tierra firme y (0,07 %) 0,04 km² es agua.

## Demografía
Según el censo de 2010, había 676 personas residiendo en el municipio de Gaither. La densidad de población era de 12,43 hab./km². De los 676 habitantes, el municipio de Gaither estaba compuesto por el 98,37 % blancos, el 0,3 % eran amerindios, el 0,15 % eran asiáticos y el 1,18 % eran de una mezcla de razas. Del total de la población el 1,18 % eran hispanos o latinos de cualquier raza.